# Franz Kafka's It's a Wonderful Life
Franz Kafka's It's a Wonderful Life è un cortometraggio del 1993 scritto e diretto da Peter Capaldi. Il film mescola La metamorfosi di Franz Kafka con La vita è meravigliosa (It's a wonderful life) di Frank Capra. Vince il premio BAFTA per il miglior cortometraggio nell'edizione del 1994 mentre l'anno seguente vince il premio Oscar nella medesima categoria.